# سندرم فانکونی
سندرم فانکونی(به انگلیسی: Fanconi syndrome)، بیماری لوله‌های پروکسیمال نفرونهای کلیوی می‌باشد که در آن گلوکز، اسیدهای آمینه، اسید اوریک، فسفات و بی‌کربنات به جای بازجذب، از طریق ادرار دفع می‌شوند.
لوله‌های پروکسیمال اولین بخش نفرون پس از فیلتر شدن گلومرولی مایعات هستند که در سندروم فانکونی این لوله‌ها دچار اختلال می‌شوند. این سندروم ممکن است به ارث برسد یا داروها و فلزات سنگین عامل ایجاد آن شوند.
اشکال مختلف سندروم فانکونی می‌توانند اثرات متفاوتی روی لوله‌های پروکسیمال داشته باشند و در نتیجه عوارض مختلفی را ایجاد کنند.
در سندروم فانکونی نوع دوم، کاهش بی‌کربنات (اسیدوز توبولهای پروکسیمال کلیوی) و کاهش فسفات را داریم که کاهش فسفات حتی در صورت کافی بودن کلسیم و ویتامین D سبب نرمی استخوان می‌گردد. زیرا فسفات برای رشد استخوان ضروری است.
نام این بیماری (البته اشتباهاً) از نام یک متخصص اطفال سوییسی به نام گیدو فانکونی گرفته شده‌است. سندروم فانکونی را نباید با کمخونی فانکونی اشتباه گرفت.

## ویژگی‌های بالینی
ویژگی‌های بالینی اسیدوز لوله پروکسیمال کلیوی شامل:
- پرادراری، عطش و کم‌آبی بدن
- نرمی استخوان در بچه‌ها و استئومالاسی در بزرگسالان
- اختلال در رشد
- اسیدوز
- کاهش پتاسیم
- افزایش کلر

دیگر ویژگی‌های کلی اختلال عمل لوله‌های پروکسیمال در سندروم فانکونی عبارتند از:
- کاهش فسفات خون / وجود فسفات در ادرار
- وجود گلوکز در ادرار
- وجود پروتئین در ادرار / وجود اسید آمینه در ادرار
- افزایش اسید اوریک در ادرار

## عوامل ایجاد بیماری
این بیماری به دو صورت ارثی و اکتسابی بروز می‌کند. بر خلاف بیماری هارت ناپ و شرایط مربوط به لوله‌های کلیوی، سندروم فانکونی روی انتقال مواد مختلف اثر می‌گذارد و بنابراین نمی‌توان نقص در یک کانال بخصوص نفرون را عامل در نظر گرفت بلکه نقص کلی در عملکرد لوله‌های پروکسیمال وجود دارد. بیماری‌های زمینه ای مختلفی در سندروم فانکونی وجود دارد که می‌تواند موروثی، مادرزادی یا اکتسابی باشند.

### عوامل موروثی
سیستینوزیس شایع‌ترین عامل سندروم فانکونی در کودکان است. دیگر عوامل شناخته شده عبارتند از: بیماری ویلسون (یک بیماری موروثی در رابطه با متابولیسم مس در بدن)، سندروم لاو (بیماری نادر ژنتیکی وابسته به جنس که چشم، مغز و کلیه را درگیر می‌کند)، تیروزینمی نوع یک، گالاکتوزمی، بیماری‌های ذخیره گلیکوژن و بیماری عدم تحمل فروکتوز.

### عوامل اکتسابی
عواملی که ممکن است باعث اکتساب این بیماری در مراحل بعدی زندگی شوند شامل:
- خوردن تتراسایکلین تاریخ گذشته
- داروهایی مانند تنوفوویر (tenofovir)، جنتامایسین و سیس پلاتین

بیماران مبتلا به HIV به علت استفاده از داروهای ضد رتروویروسها مثل تنوفوویر و Didanosine به‌طور ثانویه به سندروم فانکونی مبتلا می‌شوند. 
سندروم فانکونی می تواند در اثر مسمومیت با سرب و سایر فلزات سنگین که ممکن است ناشی از مواجهات شغلی باشند، ایجاد ‌شود. اثر سمیت این فلزات بیشتر متوجه کلیه است. 
گاموپاتی‌های منوکلونال ناشناخته هم شرایط ایجاد این بیماری را دارند. مولتیپل میلوما نیز عامل شناخته شده‌ای برای ایجاد این سندروم است.

## درمان
درمان درکودکان مبتلا به سندرم فانکونی عمدتاً شامل جایگزینی مواد از دست رفته از طریق ادرار است (مایعات و بی‌کربنات)..
هدف از درمان در حد امکان اصلاح بیماری زمینه ای در انواع ثانویه بهمراه نگهداری بیکربنات و پتاسیم و فسفات (جهت جلوگیری ازهیپوفسفاتمیک ریکتز) در حد طبیعی و اصلاح اسیدوز ناشی از بیماری است که اساس ان بر تجویز بیکربنات می‌باشد لازم است ذکر شود که در این بیماران باید جهت اصلاح اسیدوز از مقادیر بالاتر مواد قلیائی استفاده شود بطوری که تا ۲۰ میلی اکیوالان به ازای هر کیلو وزن بدن از محلول بی سیترا یا ژول جهت اصلاح اسیدوز مورد نیاز است اضافه کردن مکمل فسفات به درمان الزامی است متن مورب